# 1747 w literaturze
Wydarzenia literackie w 1747 roku.

## Nowe książki

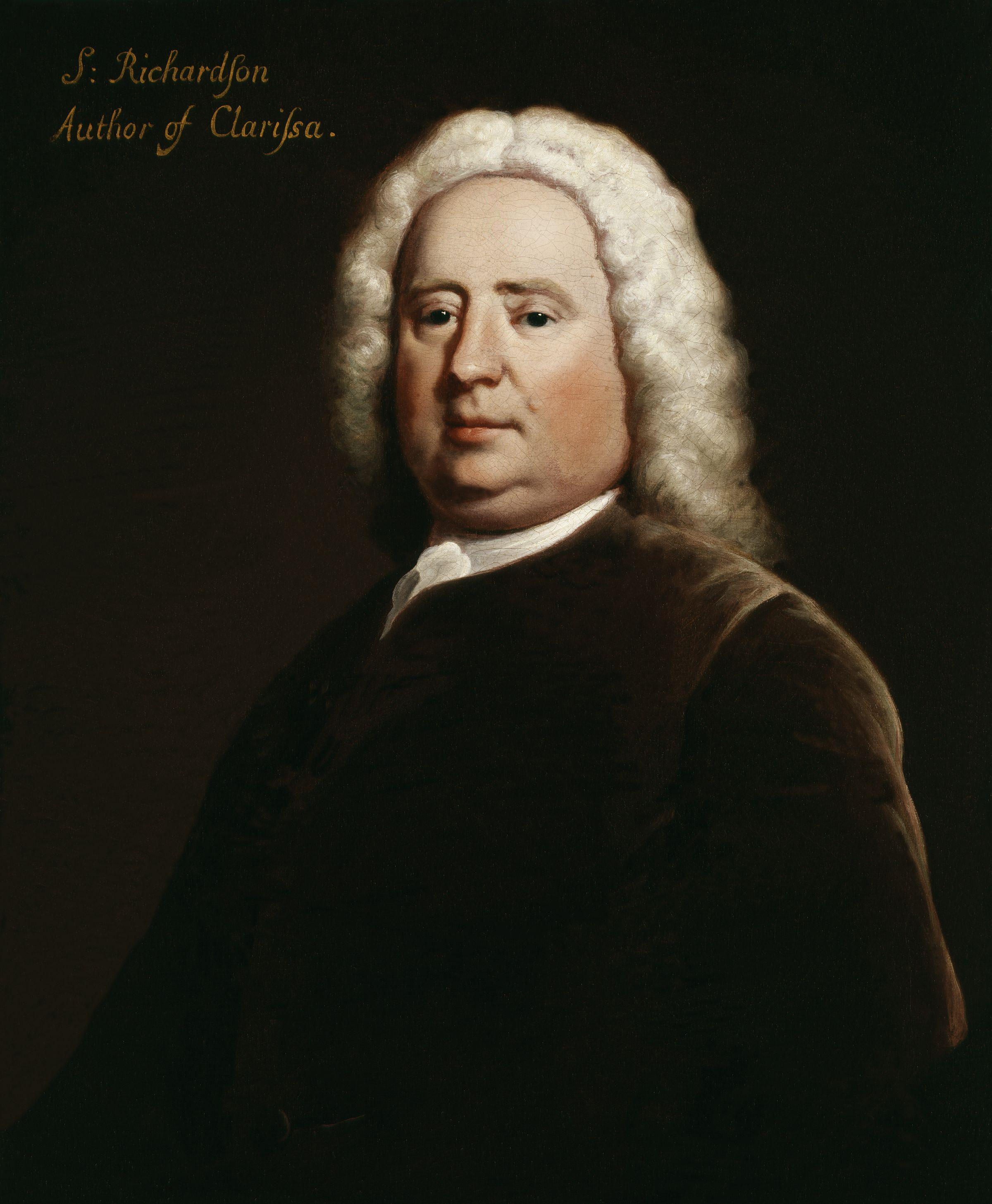
Samuel Richardson

- Samuel Richardson – Clarissa

## Urodzili się
- Konstancja Benisławska, polska poetka